# Kohl

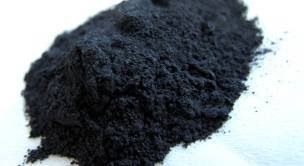
Kohl poeder

Kohl is een mengsel van roet en andere ingrediënten, dat wordt gebruikt om de oogleden donkerder te maken en als mascara voor de wimpers. Het wordt overwegend in het Midden-Oosten en Zuid-Azië gebruikt door vrouwen, en in mindere mate door mannen. Kohl (van het Arabische kuḥūl) is ook bekend als onder andere kehal of kohal in de Arabische wereld en surma of kajal in Zuid-Azië.

## Geschiedenis
Sinds de bronstijd draagt men uit traditie Kohl. Oorspronkelijk werd het gebruikt als bescherming tegen oogkwalen en het donker maken van de oogleden droeg ook bij aan bescherming tegen zonnestralen. Moeders brachten direct na de geboorte kohl aan rond de ogen van hun baby's. Sommige deden dit om om de "ogen van hun kind te versterken" en anderen geloofden dat hiermee voorkomen kon worden dat hun kind vervloekt zal worden door het "boze oog" .
Er wordt gedacht dat de eerste mensen die kohl droegen de oude Egyptenaren waren. Echter was de substantie en het gebruik van die van de oude Egyptenaren anders dan die van het Arabische volk. De oude Egyptenaren droegen de Kohl als een lijn boven hun oog, terwijl de Arabieren de kohl met een dun stokje op hun waterlijn aanbrachten. Daarnaast is de substantie van de oude Egyptenaren gemaakt van roet en andere stoffen. Dit zijn stoffen die voor veel irritatie kunnen zorgen als die in het binnenste gedeelte van het oog (waterlijn) wordt aangebracht. De arabische kohl bestond uit antimonium, een stof die antibacteriële en beschermende functies heeft voor het oog.
In het Oude Egypte werd Kohl samen met lippenstift, wat gemaakt werd van okerolie, gebruikt.

## Culturen

### Arabisch
In de Arabische cultuur wordt de zwarte substantie 'kohl' genoemd. Het woord kohl betekent 'zwart' en verwijst naar de zwarte kleur van de stof. De Arabische Kohl onderscheidt zich van de andere culturen die het ook aanbrengen rondom hun ogen. Zoals bij de Egyptenaren de stof bestond uit roet en bij de Indiërs uit verfstof, bestond die van de Arabieren uit antimonium. Antimonium is een scheikundige stof die anti-bacteriële en verzachtende functies heeft. Deze werd aangebracht in het binnenste gedeelte van het oog voor bescherming, verzachting en voor cosmetische doeleinden. Het verschil tussen de arabische kohl en andere varianten is dat het 'in' het oog gedragen werd in plaats van eromheen en het verzorgende functies had. Het leven in warme werelddelen en woestijngebieden kan namelijk de ogen bij het eind van de dag flink irriteren.

### India

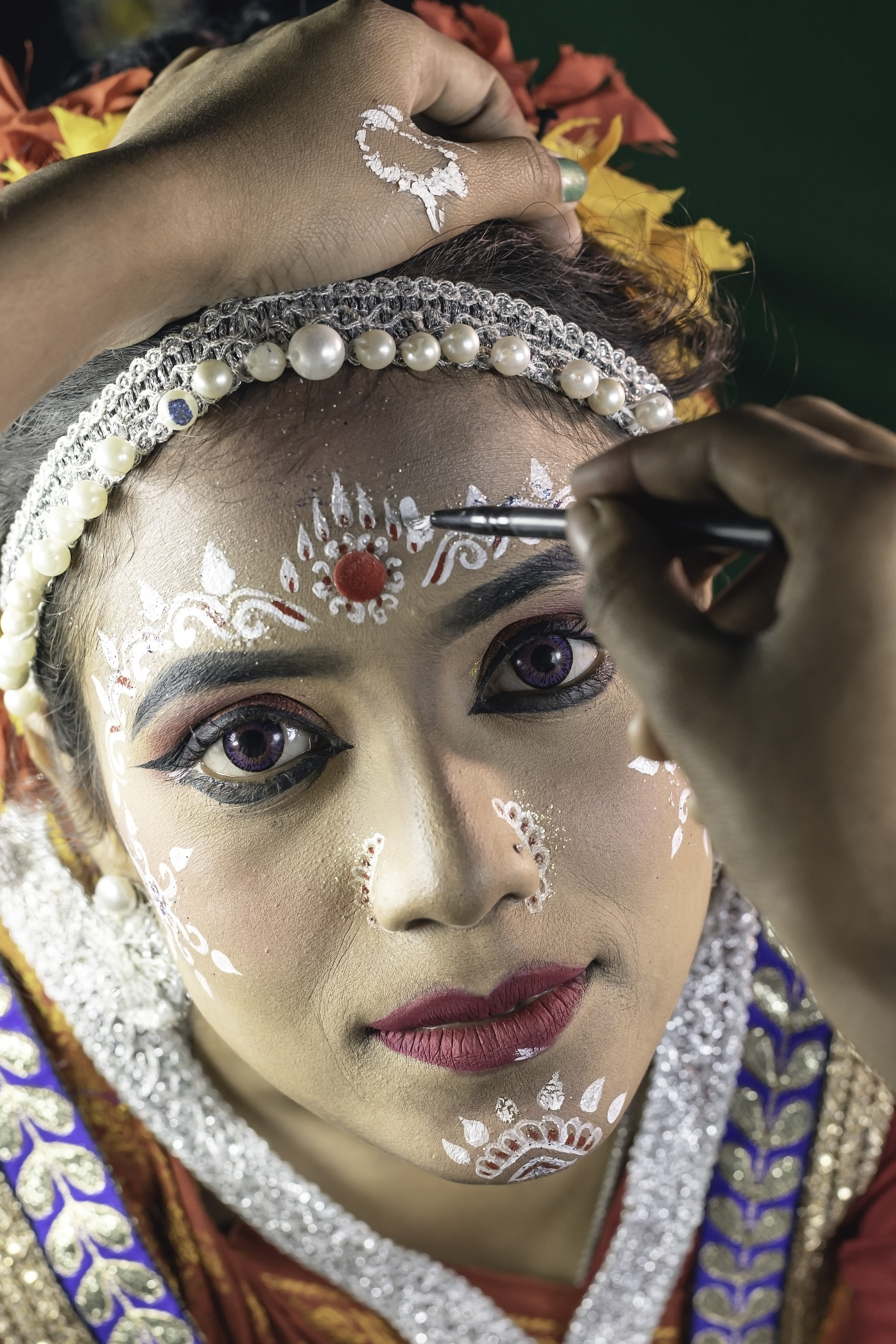
Make-up artiest aan het werk voor een Odissi dansvoorstelling

Kajal (Hindi: काजल/kājal) is het Hindi-woord voor kohl. In India wordt het door vrouwen als een soort van eyeliner rond de ogen aangebracht.
Op het platteland van zuidelijk India, vooral in de staat Kerala wordt de kajal door vrouwen binnenshuis gemaakt. De bereiding van deze ambachtelijke kajal is een ingewikkeld en langzaam proces. Van alle ingrediënten die bij de bereiding van kajal worden gebruikt, zoals sandelhout, sap van de Alstonia scholaris (Manjal karisilanganni), wonderolie en ghee, wordt geloofd dat het medicinale eigenschappen heeft en worden gebruikt in Indiase therapieën, zoals in ayurveda en siddha.
Sommige vrouwen brengen ook een stip van kajal aan op de linkerkant van het voorhoofd of op de nek van hun baby's en kinderen. Dit wordt gedaan om deze te beschermen tegen "buri nazar". "Burin nazar" betekent letterlijk "slechte oogopslag" en is te vergelijken met het "boze oog".

### Punjabi
Surma is een Punjabi woord voor kohl. Het is een traditionele verfstof, die hoofdzakelijk door de mannelijke Punjabi mannen rond hun ogen wordt aangebracht, voor speciale sociale of religieuze gelegenheden. Gewoonlijk wordt het aangebracht door zijn vrouw of zijn moeder. 

### Westerse wereld
In de westerse wereld wordt niet de traditionele kohl gebruikt. Oogpotloden worden weleens kohlpotloden genoemd, maar dit is feitelijk incorrect. Met "kohl" wordt hierbij de kleur of tint bedoeld of het gelijksoortige gebruik, maar niet de ingrediënten.

## Gezondheidsrisico's
Terwijl de traditionele kohl vaak werd beschouwd als onschuldige, "natuurlijke" cosmetica, brengt het serieuze gezondheidsrisico's met zich mee.
De ingrediënten van kohl en de recepten om het te maken, verschillen flink van elkaar. Sommige bereidingen van kohl bevatten een groot deel galeniet (een lood-sulfide) of stibniet (een antimoon-sulfide) en de roet van verschillende noten, zaden en gomhars.
Onderzoeken hebben in commerciële en niet-commerciële bereidingen van kohl hoge verontreinigingsniveaus gevonden, waaronder vooral lood. Er is een verband aangetoond tussen het gebruik van kohl en een verhoogd loodniveau in de bloedbaan, waardoor gebruikers van kohl het risico lopen op loodvergiftiging. Symptomen hiervan zijn onder andere bloedarmoede, groeivertragingen en toevallen, en in ernstige gevallen zelfs de dood. Bloedarmoede ten gevolge van loodvergiftiging is vooral een probleem in het Midden-Oosten en Zuid-Azië. Er wordt dan ook afgeraden om kohl te importeren.
Ten gevolge van het invoeren van traditionele kohlproducten naar westerse landen, waarin ook hoge concentraties aan lood zijn aangetroffen, is er in onder andere de Verenigde Staten een verbod op het gebruik en verkoop van deze producten uitgevaardigd.